# サムソンとデリラ (1949年の映画)

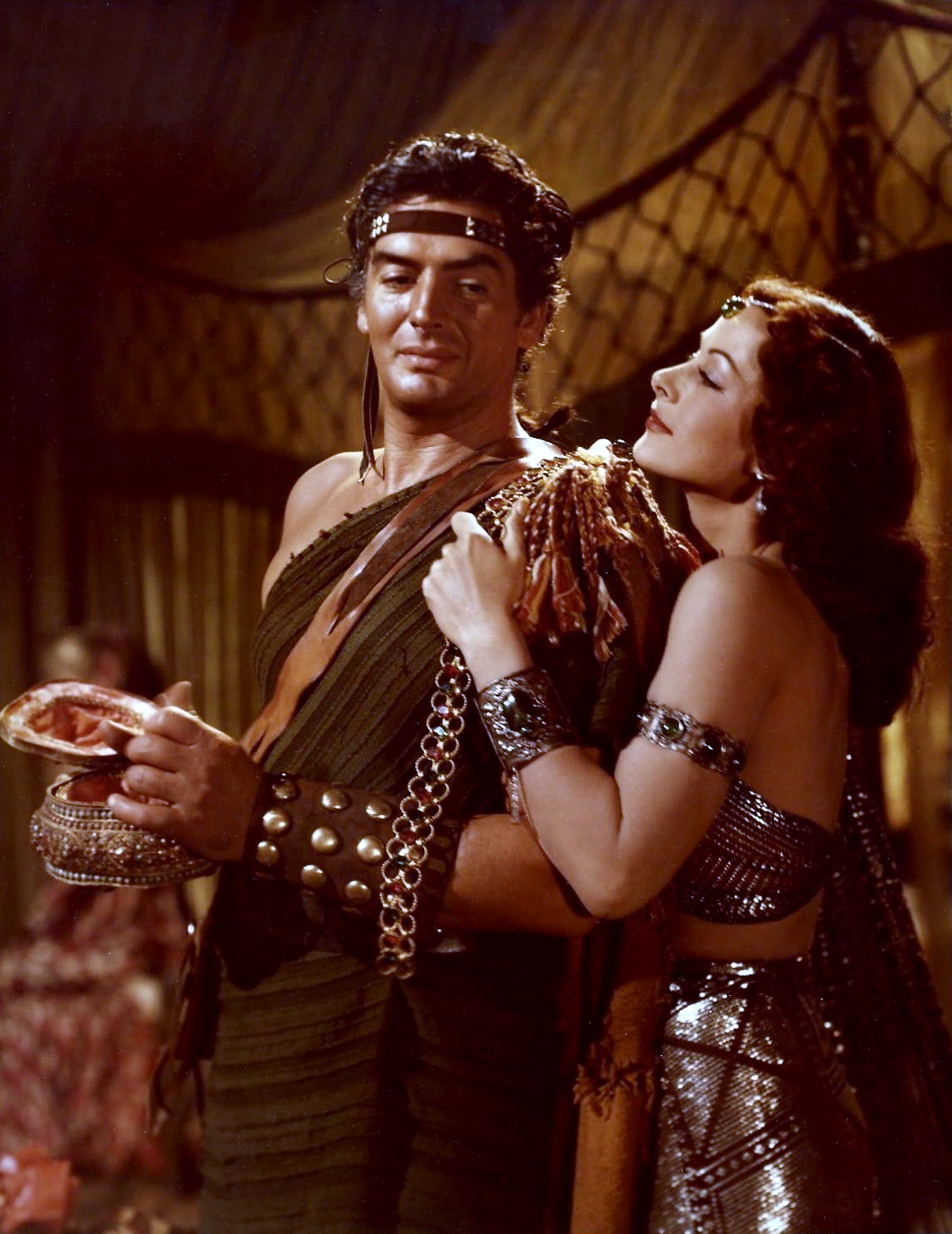
サムソン（ヴィクター・マチュア）とデリラ（ヘディ・ラマー）

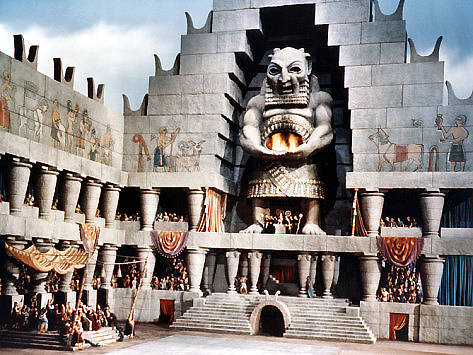

『サムソンとデリラ』（Samson and Delilah）は、1949年のアメリカ合衆国の歴史映画。セシル・B・デミル監督、製作、ヴィクター・マチュア、ヘディ・ラマー主演。『士師記』のサムソンとデリラの物語を原作としている。

## ストーリー
ダン族のサムソンは素手でライオンを倒し、一度に1000人を倒すほどの力を持っていたが、女にだらしなかった。ペリシテ人の娘セマダールに求婚したサムソンに横恋慕したセマダールの姉デリラは2人の仲を邪魔し、結婚式の席上サムソンを侮辱する。サムソンは暴れだし、混乱の中でセマダールと父は死ぬ。デリラは太守の寵妃となって太守をそそのかし、サムソンを捕らえるが、サムソンは大暴れして逃げる。ペリシテ人はデリラを利用してサムソンの力の秘密を探ろうとし、サムソンはついに頭にかみそりをあててはいけないという秘密を話してしまう。デリラはサムソンに毒酒をのませ、怪力のもとである髪の毛を切ってしまう。力を失ったサムソンは囚われ、目をくりぬかれ、ガザの牢で粉をひかされ、見世物にされる。サムソンは神に祈って力を取り戻し、鎖でつながれていた二本の柱を倒して建物を倒壊させ、ペリシテ人を道連れにして死ぬ。

## キャスト
| 役名           | 俳優                         | 日本語吹替             | 日本語吹替 |
| 役名           | 俳優                         | 劇場公開版             | フジテレビ版 |
| -------------- | ---------------------------- | ---------------------- | --- |
| デリラ         | ヘディ・ラマー               | 藤野節子               | 真山知子 |
| サムソン       | ヴィクター・マチュア         | 水島弘                 | 内海賢二 |
| ガザのサラン   | ジョージ・サンダース         |                        | 久松保夫 |
| セマダール     | アンジェラ・ランズベリー     |                        | 上田みゆき |
| アーター       | ヘンリー・ウィルコクソン     |                        | 羽佐間道夫 |
| ミリアム       | オリーヴ・デアリング         |                        | 武藤礼子 |
| ハゼレルポニ   | フェイ・ホールデン           |                        | |
| ハイシャム     | ジュリア・フェイ             |                        | |
| サウロ         | ラス・タンブリン             |                        | 水島裕 |
| チューバル     | ウィリアム・ファーナム       |                        | 寄山弘 |
| ターレッシュ   | レーン・チャンドラー         |                        | |
| ターギル       | モローニ・オルセン           |                        | |
| ガズミカル     | ウィー・ウィリー・デイヴィス |                        | |
| ラキッシュ     | ジョン・ミルジャン           |                        | |
| アシュドッド卿 | ヴィクター・ヴァルコニ       |                        | |
| ガース卿       | ジョン・パリッシュ           |                        | 加藤精三 |
| エクロン卿     | フランク・ウィルコックス     |                        | 雨森雅司 |
| アシュケロン卿 | ラッセル・ヒックス           |                        | 家弓家正 |
| 見物人         | ケイシー・ロジャース         |                        | |
| 傷ついた使者   | ジョージ・リーヴス           |                        | |
| 不明 その他    |                              |                        | 中村紀子子 大木民夫 杉田俊也 槐柳二 田中康郎 上田敏也 北村弘一 渡部猛 西山連 清川元夢 岩城和男 藤本譲 菅谷政子 島木綿子 |
|                |                              |                        | |
| 演出           | 演出                         |                        | 春日正伸 |
| 翻訳           | 翻訳                         |                        | 飯嶋永昭 |
| 効果           | 効果                         |                        | PAG |
| 調整           | 調整                         |                        | 飯塚秀保 |
| 制作           | 制作                         |                        | 東北新社 |
| 解説           |                              |                        | |
| 初回放送       | 初回放送                     | 1961年のリバイバル公開 | 1971年4月30日 『ゴールデン洋画劇場』                                                                                    |

## 映画賞受賞・ノミネート
| 賞                   | 部門                     | 候補 | 結果       |
| -------------------- | ------------------------ | --- | ---------- |
| アカデミー賞         | 撮影賞（カラー）         | ジョージ・バーンズ                                                                                              | ノミネート |
| アカデミー賞         | 劇・喜劇映画音楽賞       | ヴィクター・ヤング                                                                                              | ノミネート |
| アカデミー賞         | 美術賞（カラー）         | ハンス・ドライアー、ウォルター・タイラー レイ・モイヤー、サム・コマー                                           | 受賞       |
| アカデミー賞         | 衣裳デザイン賞（カラー） | エロイーズ・ジェンセン、ドロシー・ジーキンス、ジャイル・スティール グウェン・ウェイクリング、イーディス・ヘッド | 受賞       |
| アカデミー賞         | 特殊効果賞               | | ノミネート |
| ゴールデングローブ賞 | 撮影賞（カラー）         | ジョージ・バーンズ                                                                                              | ノミネート |